# Эгли, Альфонс
Альфонс Эгли (нем. Alphons Egli; 8 октября 1924 года, Люцерн, Швейцария — 5 августа 2016, там же) — швейцарский государственный деятель, президент Швейцарии (1986).

## Биография
Изучал право в Цюрихском университете, Папском Григорианском университете и Бернском университете. В 1949 году получил докторскую степень, а в 1951 адвокатскую лицензию. С 1952 по 1982 год работал адвокатом и нотариусом в частной практике.
В 1963 году он был избран в состав городского совета Люцерна и был его членом до 1967 года. Затем — с 1967 по 1975 год избирался в Большой совет кантона Люцерн. С 1975 года представлял Люцерн в Совета кантонов парламента Швейцарии.
8 декабря 1982 года  был избран в Федеральный совет (правительство) Швейцарии.
- 8 декабря 1982 — 31 декабря 1986 гг. — член Федерального совета Швейцарии.
- 1 января 1983 — 31 декабря 1986 гг. — начальник департамента (министр) внутренних дел.
- 1 января — 31 декабря 1985 г. — вице-президент Швейцарии.
- 1 января — 31 декабря 1986 г. — президент Швейцарии.

В качестве сторонника использования ядерной энергии продемонстрировал большую универсальность и твердую приверженность экологической повестке. После аварии на Чернобыльской АЭС и крупного пожара в Швейцерхалле поднял вопрос о необходимости повышения внимания к теме защиты окружающей среды, в связи с гибелью лесов принял меры по снижению загрязнения воздуха. На посту президента в июне 1986 года официально извинился 3 июня за несправедливость, нанесенную енишам в Швейцарии и после его отставки возглавил комиссию фонда, которая поддерживала программы для енишей.
Также являлся старейшиной Швейцарского студенческого союза. Входил в состав советов директоров ряда крупных компаний (Centralschweiz. Kraftwerke Luzern, Maihof AG Luzern, Schifffahrtsgesellschaft des Vierwaldstättersees).
После его смерти было объявлено, что с 1971 года до его избрания в Совет кантонов в 1975 году под кодовым именем «Блазиус» он являлся действительным членом и офицером (подполковником) армейской части 420.3. В качестве резидента ему было поручено организовать в Швейцарии движение сопротивления в случае коммунистической оккупации. Таким образом он внес значительный вклад в структуру организации-предшественника швейцарской организации сопротивления P-26.